# کیبل وان
کیبل وان (انگلیسی: Cable One) شرکت رسانه‌ای آمریکایی است، که در سال ۱۹۸۶ تأسیس شد.